# Manuel Leuthold
Manuel Leuthold (* 21. Dezember 1959; heimatberechtigt in Genf) ist ein Schweizer Verwaltungsrat.

## Ausbildung
Leuthold absolvierte von 1978 bis 1981 einen Master in Rechtswissenschaften und von 1981 bis 1984 einen Master in Wirtschaftswissenschaften, jeweils an der Universität Genf.

## Karriere
Leuthold arbeitete nach seinem Studium bis 2011 bei der UBS. Von 2012 bis 2015 leitete er das operative Geschäft der Banque Privée Edmond de Rothschild. Neben diversen Verwaltungsratsmandaten ist Leuthold seit 2016 Präsident von Compenswiss dem AHV-Ausgleichsfonds. 2021 wurde er in Nachfolge von Gilbert Probst zum Verwaltungratspräsidenten der Genfer Kantonalbank ernannt, was sein achtes gleichzeitiges Verwaltungsratspräsidium gewesen wäre, was nicht erst zu diesem Zeitpunkt für Kritik sorgte. Leuthold erklärte daraufhin, dass er sich von einigen Mandaten im Finanzbereich trennen werde. Vorher war er bereits in die Kritik geraten, da gegen die Banque Cramer, die Leuthold präsidierte, wegen mutmasslicher Geldwäscherei ermittelt wurde.